# Elme-Marie Caro

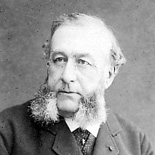
Elme-Marie Caro

Elme-Marie Caro (* 4. März 1826 in Poitiers; † 13. Juli 1887 in Paris) war ein französischer Philosoph, Literaturkritiker, Hochschulprofessor und Mitglied der Académie française.

## Leben
Elme Caro war der Sohn eines Gymnasiallehrers mit Wurzeln in Josselin in der Bretagne. Er besuchte Schulen in Rennes und Paris (Collège Stanislas), studierte ab 1845 an der École normale supérieure und bestand 1848 die Agrégation im Fach Philosophie. 1852 habilitierte er sich mit einer Arbeit über den Philosophen Louis Claude de Saint-Martin. Von 1848 bis 1854 war er Gymnasiallehrer in Alger, Angers, Rennes und Rouen. Er wurde 1854 Dozent an der Sorbonne, 1855 Professor an der Fakultät von Douai und 1857 Dozent an der École normale. Nach einer Zwischenzeit als Schulinspektor war er ab 1864 an der Sorbonne Professor für Philosophie. 1869 wurde er Mitglied der Académie des sciences morales et politiques (Sektion 2, Sitz Nr. 6) und 1874 Mitglied der Académie française (Sitz Nr. 27).
Als konservativer und monarchistischer Katholik bekämpfte er ein Leben lang die atheistische und pessimistische Philosophie des 19. Jahrhunderts. Jules Simon charakterisierte ihn als „Polemiker“. Damit hatte er beim gebildeten Publikum großen Erfolg. Er trat auch mit Literaturkritik hervor. Zwei seiner Werke wurden ins Deutsche, mehrere ins Spanische übersetzt. Im spanischen Sprachraum findet man oft (auch in Lexika) den irrtümlichen Namen Erasmo Caro. Weitere irrtümlich gebrauchte Vornamen sind Edme und Eduardo.
Caro starb 1887 im Alter von 61 Jahren. In Poitiers ist eine Straße nach ihm benannt.

## Werke
- Du mysticisme au XVIIIe siècle. Essai sur la vie et la doctrine de Saint-Martin, le philosophe inconnu. Hachette, Paris 1852. Slatkine, Genf 1975. Tarente, Aubagne 2010.
- Saint Dominique et les Dominicains. Hachette, Paris 1853.
  - (deutsch) Dominikus, der Heilige, und die Dominikaner (1170–1221). Manz, Regensburg 1854.
- (E. de Saint-Hermel): Pie IX. Hachette, Paris 1854. (unter Pseudonym) (Papst Pius IX.)
- Études morales sur le temps présent. Hachette, Paris 1854.
- L'Idée de Dieu et ses nouveaux critiques. Hachette, Paris 1864. 11. Auflage 1913.
- La philosophie de Gœthe. Hachette, Paris 1866.
  - (deutsch) Goethe-Studien. Przemyśl 1867.
  - (spanisch) La Filosofía de Goethe. Madrid ohne Jahr.
- Le Matérialisme et la science. Hachette, Paris 1867.
- Nouvelles études morales sur le temps présent. Hachette, Paris 1869.
- Les jours d’épreuve 1870–1871. Hachette, Paris 1872.
- Problèmes de morale sociale. Hachette, Paris 1876.
- Le pessimisme au XIXe siècle. Leopardi, Schopenhauer, Hartmann. Hachette, Paris 1878.
  - (spanisch) El pesimismo en el siglo XIX. Leopardi-Schopenhauer-Hartmann. Madrid 1900.
- La fin du dix-huitième siècle. Études et portraits. 2 Bde. Hachette, Paris 1880.
- M. Littré et le positivisme. Hachette, Paris 1883. Émile Littré
  - (spanisch) Littré y el positivismo. 1894.
- George Sand. Hachette, Paris 1887. George Sand
  - (englisch) Routledge, London 1888.
  - (spanisch) Jorge Sand. Una gloria formada en la tempestad. Mexiko-Stadt 1967.
- Mélanges et portraits. 2 Bde. Hachette, Paris 1888.
- Philosophie et philosophes. Hachette, Paris 1888.
- Poètes et romanciers. Hachette, Paris 1888.
- Variétés littéraires. Hachette, Paris 1889.
  - (spanisch) Nuestras costumbres literarias. Madrid 1890.
- (spanisch) El derecho y la fuerza. Madrid 1895. (französischer Originaltext nicht ermittelt)
- (spanisch) El suicidio y la civilización. Madrid 1893. Alcalá 2009. (französischer Originaltext nicht ermittelt)